# Mestinjectie

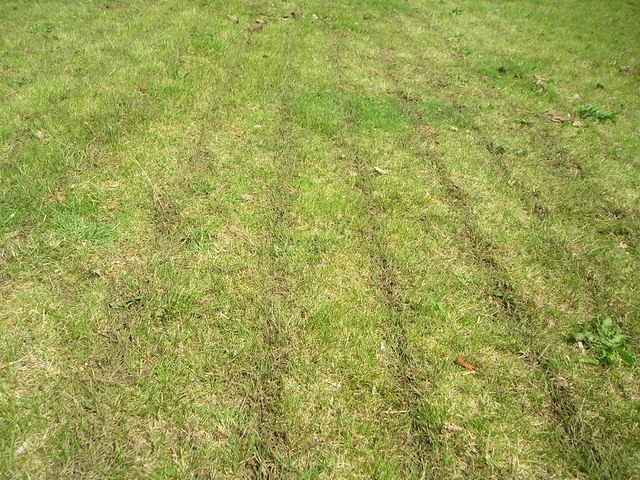
Mestinjectie op grasland

Mestinjectie is een bemestingstechniek waarbij vloeibare meststoffen, zoals drijfmest, rechtstreeks in de bodem worden geïnjecteerd. Deze methode beperkt uitspoeling van nutriënten, ammoniakvervluchtiging en geuroverlast in vergelijking met oppervlaktebemesting zonder watertoevoeging. In België en Nederland gelden alsmaar strengere regels voor het uitrijden van vloeibare mest, die bovendien regelmatig worden aangepast.

## Technieken
Bij emissiearme aanwending van vloeibare mest wordt de contacttijd tussen mest en lucht tot een minimum beperkt waardoor emissies van schadelijke stoffen verminderd worden. Voor deze toepassing bestaan verschillende injectietechnieken, elk met hun eigen type werktuig. Deze werktuigen kunnen functioneren als sleepslangbemester of gemonteerd worden op een mengmesttank. Bij het gebruik van een sleepslangbemester hoeft de mest niet in een tank meegevoerd te worden: de vloeibare mest wordt via een flexibele slang rechtstreeks naar het verspreidingswerktuig gepompt dat direct achter het trekkende voertuig is bevestigd.
Hieronder worden enkele verspreidingswerktuigen toegelicht om vloeibare mest emissiearm op landbouwgrond aan te brengen:

### Sleepslangenboombemesting

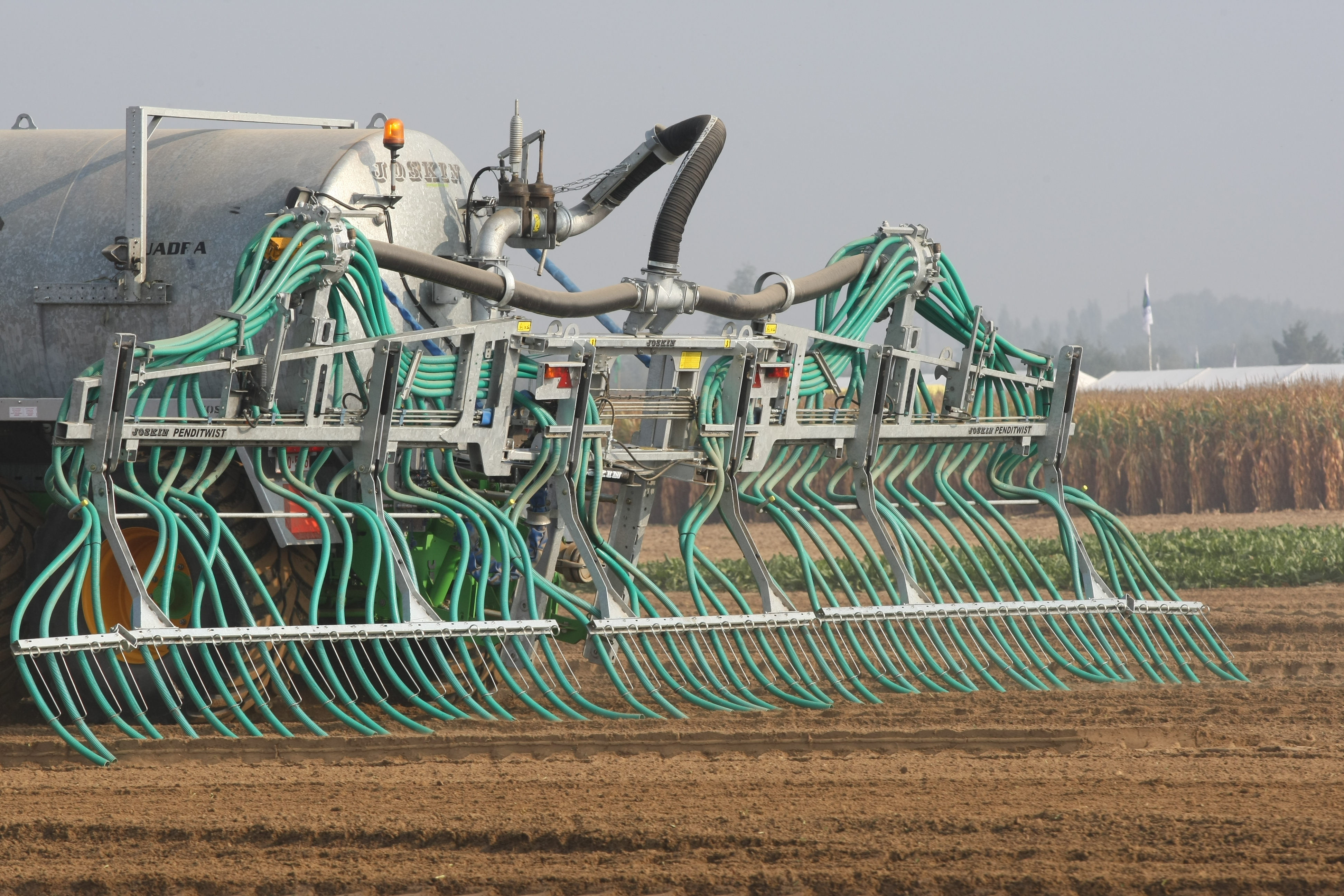
Sleepslangenboombemesting

De sleepslangenboombemester bestaat uit een systeem van slangen die de vloeibare mest in stroken op het land aanbrengen. De zogenaamde sleepslangenbomen zijn uitgerust met flexibele slangen die over de bodem slepen en de vloeibare mest dicht bij het oppervlak toedienen. De afstand tussen de afzonderlijke slangen bedraagt ongeveer 30 centimeter, terwijl de meststroken zelf een breedte hebben van 5 tot 10 centimeter. Uit proeven van verschillende onderzoekers blijkt dat deze methode een emissiereductie van 26 tot 39% kan opleveren.

### Sleufkouterbemesting

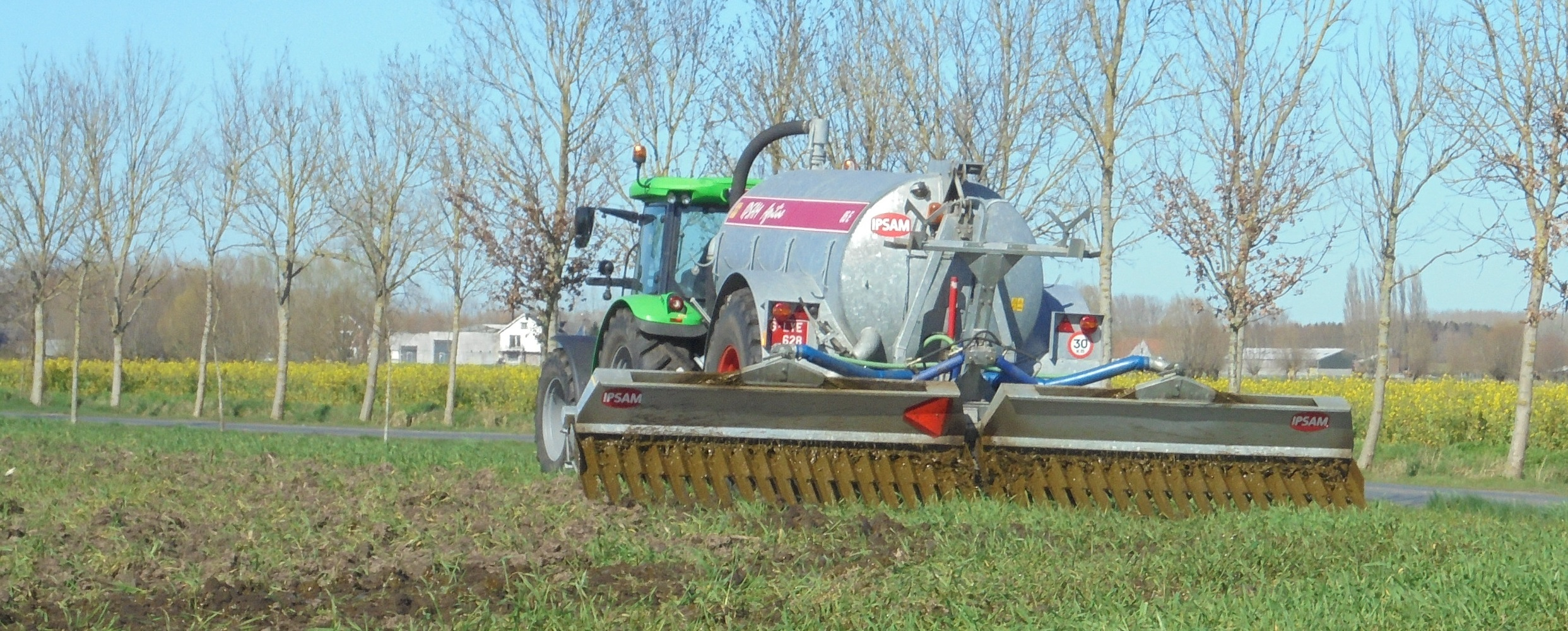
Golfplaatbemesting

Een sleufkouterbemester, ook wel sleepvoetbemester genoemd, kan worden beschouwd als een sleepslangenboom waarbij de uiteinden zijn voorzien van rubberen uitlopen, ook wel injectiemondstukken genoemd. Voor elke rubberen uitloop bevindt zich een bodemvolgend kouter — een smal, mesvormig werktuig dat een ondiepe sleuf in de bodem trekt waarin de mest wordt geïnjecteerd. Optioneel kan deze kouter worden voorafgegaan door een fijne schijf, wat de stabiliteit verbetert. Deze techniek veroorzaakt nauwelijks schade aan bouw- of grasland. Uit proeven van verschillende onderzoekers blijkt dat deze methode een emissiereductie van 60 tot 95% kan opleveren. De effectiviteit neemt echter af wanneer de mest voornamelijk naast in plaats van ín de sleufjes terechtkomt. Dit risico kan worden beperkt door de mestgift niet te hoog te doseren. De optimale dosis ligt tussen de 10 en 20 ton per hectare. De sleufjes liggen ongeveer 15 centimeter uit elkaar. De hoeveelheid mest die wordt ingebracht, kan worden geregeld via de druk in de tank. De werkbreedte varieert doorgaans tussen 2,5 en 5,25 meter. Voor grasland worden doorgaans smalle kouters gebruikt, terwijl voor akkerland bredere kouters gangbaar zijn.
Een vereenvoudigde variant van de sleepvoetbemester is de zogenaamde golfplaatbemester, die goedkoper is in aanschaf en opbouw.

### Zodebemesting

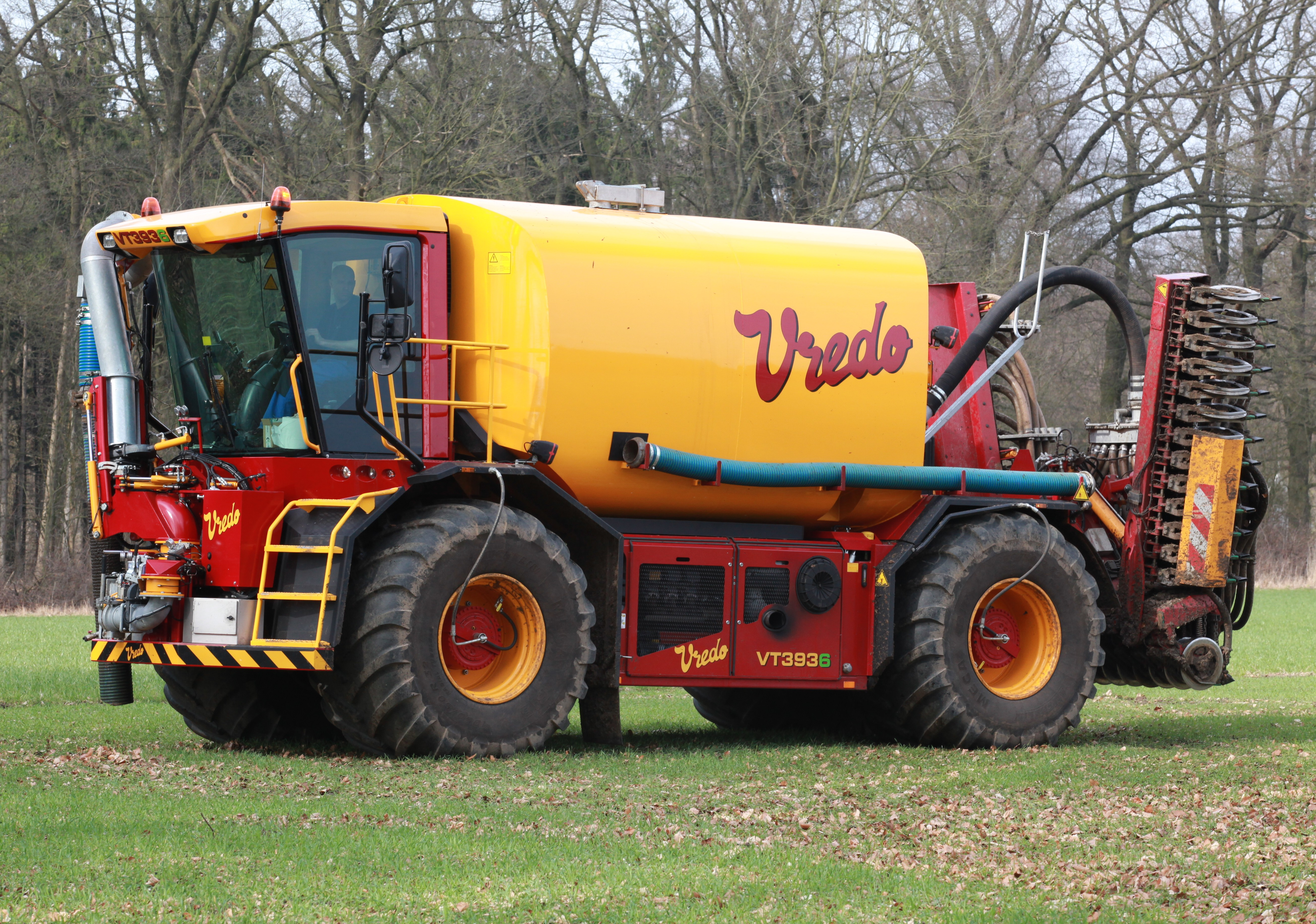
Zodebemesting

Een zodebemester is een variant van de sleufkouterbemester waarbij de vloeibare mest dieper in de bodem wordt geïnjecteerd. Vanwege deze diepere inwerking worden vaak onafhankelijke (dubbele) schijven gebruikt die vóór de kouters zijn geplaatst. In sommige gevallen vervangen deze schijven de kouters volledig. Achter de schijven wordt de drijfmest direct in de gemaakte sneden aangebracht. De gleufjes die hierbij ontstaan zijn ongeveer 4 tot 5 centimeter diep, wat helpt om de uitstoot van ammoniak naar het milieu te beperken. Uit proeven van verschillende onderzoekers blijkt dat de emissiereductie tussen de 57 en 94% ligt. Deze waarden zijn doorgaans iets lager dan bij klassieke injectietechnieken, aangezien er nog enig contact is tussen de mest en de buitenlucht. De sneden worden op een onderlinge afstand van ongeveer 20 centimeter gemaakt. De werkbreedte van een zodebemester kan oplopen tot 16,5 meter. De toegediende hoeveelheid mest wordt computergestuurd geregeld voor een nauwkeurige dosering.
Er bestaat ook een vereenvoudigde uitvoering van de zodebemester, zonder onafhankelijke (paren) schijven. Bij deze goedkopere variant zijn de schijven niet afzonderlijk opgehangen, maar gemonteerd rond gemeenschappelijke kokers, wat de constructie eenvoudiger maakt.

### Bouwlandbemesting

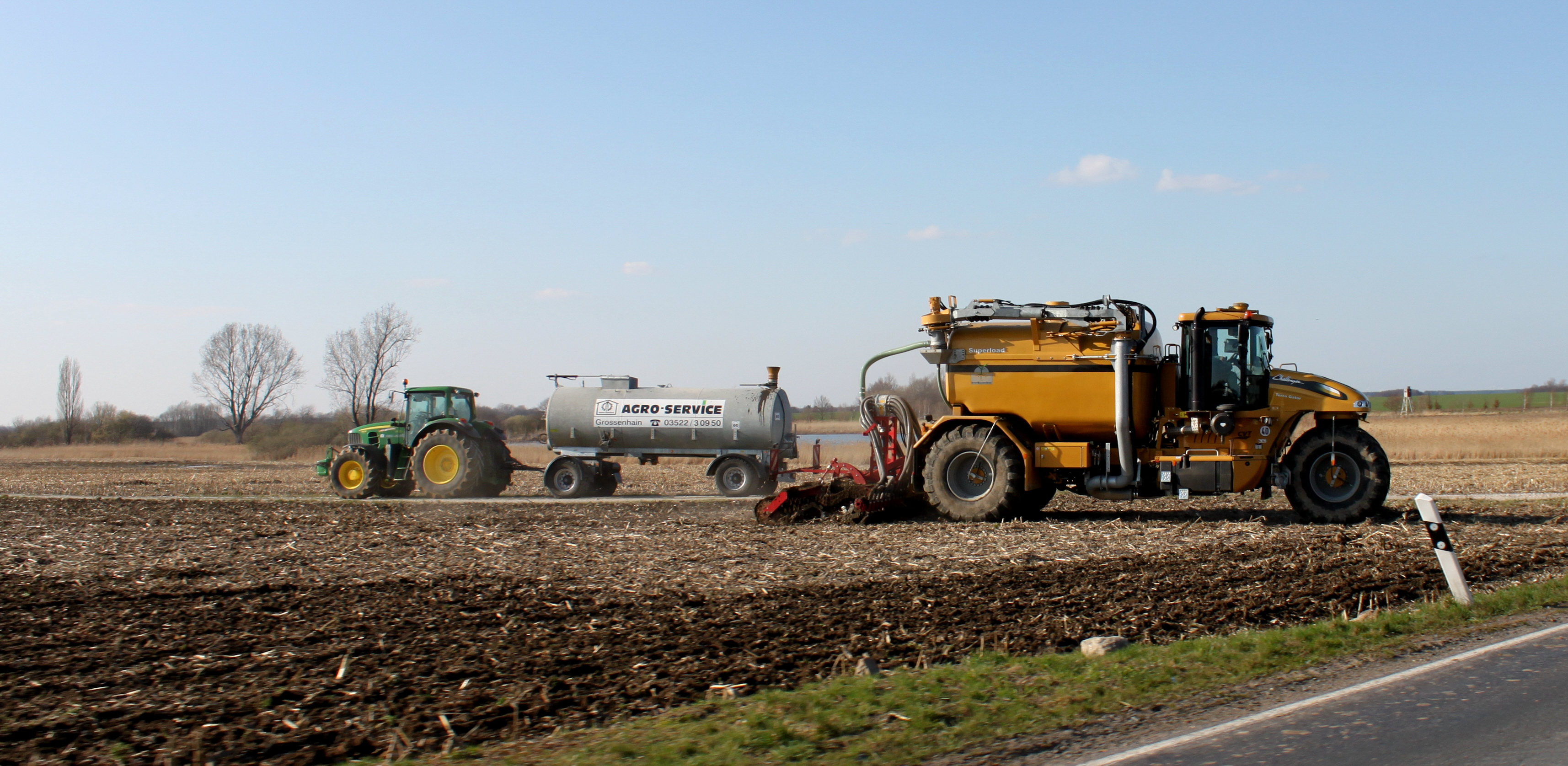
Bouwlandbemesting met schijven

Een bouwlandbemester is in wezen een cultivator of schijveneg waarbij alle tanden of schuingeplaatste schijven aan de achterzijde zijn uitgerust met een slang. Via deze slangen wordt de drijfmest tot aan de voet van een tand of schijf geleid en in de bodem geïnjecteerd. De mest komt zo in sleuven terecht op een diepte van 12 tot 18 centimeter. Doordat de mest direct ondergronds wordt ingebracht, is er vrijwel geen contact met de lucht. Hierdoor zijn emissiereducties van 95 tot zelfs 100% mogelijk. De sleuven worden op een onderlinge afstand van ongeveer 50 centimeter aangebracht. Deze techniek is met name geschikt voor akkerland. Op zandgrasland kan ze beperkt worden toegepast, maar op zwaardere gronden zoals kleigrond is het gebruik minder geschikt. In dergelijke omstandigheden kunnen de tanden of schijven namelijk leiden tot beschadiging van de graszode of de aanwezige gewassen op het perceel.

### Spaakwielbemesting

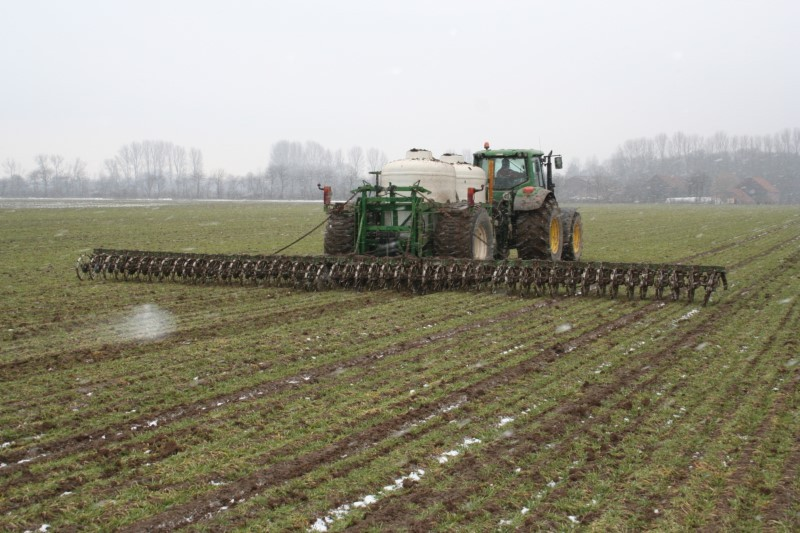
Spaakwielbemesting

Een spaakwielbemester is een speciaal ontwikkelde machine voor het injecteren van hoogwaardige vloeibare meststoffen, zoals spuiwater. In tegenstelling tot de klassieke bemesters met sleuf- of schijfkouters (gebruikelijk bij dierlijke mest), maakt deze machine gebruik van spaakwielen met injectiepennen van roestvast staal. Via deze pennen wordt de vloeibare meststof rechtstreeks in de bodem geïnjecteerd. De as waaraan de spaakwielen bevestigd zijn, is zodanig ontworpen dat de meststof uitsluitend wordt toegediend via de injectiepen die zich op dat moment recht onder het wiel bevindt. Zodra deze pen in de grond is gestoken, wordt het kanaal tussen de toevoerslang en de injectiepen mechanisch geopend om de meststof toe te dienen. Deze techniek biedt verschillende voordelen: er is geen risico op ammoniakvervluchtiging of verbranding van de gewassen, en de toediening gebeurt nauwkeurig op plantniveau. De methode is bovendien toepasbaar op zowel grasland als bouwland. Doordat stikstof in ammoniumvorm wordt toegediend, is deze minder uitspoelbaar dan nitraat en wordt hij in het voorjaar efficiënter opgenomen door gras.

## Effectiviteit
Hoewel mestinjectie op korte termijn de ammoniakemissie na het uitrijden van drijfmest lijkt te verlagen of te vertragen, wordt het langetermijneffect ervan betwijfeld door milieuchemici. Onderzoek suggereert dat de emissiereductie op langere termijn – van enkele weken tot een jaar – aanzienlijk kleiner is, of zelfs verwaarloosbaar kan zijn.
Factoren zoals de hoeveelheid neerslag, de pH van het regenwater, en de aanwezigheid van stikstofoxiden, zwaveloxiden, koolstofdioxide en andere zure componenten in het milieu lijken een belangrijke rol te spelen in de mate van ammoniakuitstoot op lange termijn. Aangenomen wordt dat de ammoniak die niet onmiddellijk vrijkomt na toediening, dieper in de bodem infiltreert. Dit kan op termijn leiden tot een hogere belasting van het grond- en drinkwater met stikstofverbindingen, waaronder ammonium.